# قاسم افشار (گوینده)
قاسم افشار (۱۳ آبان ۱۳۳۰ – ۲۶ اردیبهشت ۱۳۹۷) گویندهٔ خبر شبکه یک صدا و سیما بود. او که از ابتدای انقلاب ۱۳۵۷ گوینده اصلی اخبار سیاسی در این سازمان بود، پس از انتخابات ریاست جمهوری ۱۳۸۸ دیگر در اخبار تلویزیون ایران ظاهر نشد. برخی منابع غیبت او را سیاسی و در اعتراض به سرکوب‌های پس از انتخابات ارزیابی کردند، وی خود در مقابل چنین برداشتهایی سکوت اختیار کرده بود اما همکار قدیمی او محمدرضا حیاتی از جمله افرادی بود که به تکذیب خبرهایی پرداخت که قطع همکاری افشار با تلویزیون را به حوادث سال ۱۳۸۸ نسبت می‌دادند.
قاسم افشار در ۲۶ اردیبهشت ۱۳۹۷ در ۶۶ سالگی درگذشت.

## زندگی
افشار دوشنبه ۱۳ آبان ۱۳۳۰ در قصر شیرین به دنیا آمد. تحصیلات ابتدایی و متوسطه را در تهران و قصرشیرین طی کرد. سپس برای ادامه تحصیل به مدرسه عالی پارس رفت و در رشته روانشناسی ادامه تحصیل داد. با وقوع انقلاب فرهنگی تحصیلات دانشگاهی او نیمه‌تمام ماند؛ ولی بعد از بازگشایی دانشگاه‌ها کارشناسی روانشناسی را از دانشگاه علامه طباطبایی دریافت کرد. او سپس کارشناسی ارشد خود را در همین رشته از دانشگاه آزاد اسلامی اخذ نمود.
او از کودکی و دوران مدرسه به اجرای برنامه علاقه داشت و در دوره دبیرستان این علاقه به سمت گویندگی خبر کشیده شد. وی علاوه بر گویندگی اخبار صدا و سیما، به عنوان کارشناس ارشد با سازمان پژوهش‌های علمی نیز همکاری می‌کرده‌است. در سالهای پایانی دهه ۷۰ و در شرایطی که در اوج فعالیت حرفه‌ای بود، دخترش را در اثر خفگی از دست داد، براساس آنچه نقل شده مرگ فرزندش در اثر انسداد مجاری تنفسی به دلیل بسته شدن با پاک‌کن بوده.

## صدا و سیما
افشار از سال ۱۳۶۰ کار گویندگی خبر را در صدا و سیما آغاز نمود او از قدیمی‌ترین گویندگان صدا و سیما بود. سعید فانیان مدیر سابق شبکه سوم سیما در سایت شخصی خود گفته که قاسم افشار فقط در موارد اندکی با رادیو همکاری کرده و همواره گوینده اصلی مشروح اخبار تلویزیون بوده‌است. به گفته فانیان، افشار همواره به عنوان چهره شاخص خبر سیما مطرح بوده و در کار خویش مسلط بود.
فؤاد بابان دیگر گوینده خبر پس از بازنشستگی دربارهٔ افشار گفته‌است:
تاثیر خبری که مثلاً از زبان قاسم افشار شنیده می‌شود با آنچه جوانی تازه فارغ‌التحصیل می‌خواند، خیلی متفاوت است… آقای افشار از یکه‌تازان عرصه خبر بودند که به مدت ۳۰ سال تنها در یک بخش خبری ماندند و خبر مشروح شبکه یک را خواندند در حالی که من، آقای حیاتی، سلطانی و… علاوه بر گویندگی بخش‌های مختلف خبری رادیو و تلویزیون در سایر برنامه‌های مختلف زنده و تولیدی دیگر هم فعالیت می‌کردیم، اما ایشان حتی خبر نیم روز را هم با این که متعلق به شبکه اول بود، نپذیرفتند. آقای قاسم افشار در مدت خدمتشان حتی یک روز غیبت یا یک دقیقه تأخیر نداشتند. یک گاف یا تپق در خبرخوانی او دیده نمی‌شد حال آن که ما در این مدت با صدها اشتباه، ایراد، تپق و مشکل مواجه بودیم.

## نظرات
افشار به عنوان یکی از گویندگان باتجربه و پیش‌کسوت، نظریاتی در باب گویندگی خبر و حواشی آن دارد. بنا به تعریف او، «خبر تنها آگاهی رساندن است» به گفته او تجربیاتی که در زمان گویندگی اخبار جنگ ایران و عراق به‌دست‌آورد، هیچگاه تکرار نخواهند شد. او دربارهٔ سانسور اخبار در ایران گفته‌است «در کشور ما بین خبر سقوط هواپیما در برزیل تا سقوط همین هواپیما در عربستان تفاوت زیادی است.» از دید او مورد پسندترین اخبار، خبرهای مربوط به سازندگی کشور ایران بوده و همیشه آرزو می‌کرده که خبر سقوط صدام حسین را او اعلام کند و برعکس مایل نبوده که خبر درگذشت روح‌الله خمینی را او اجرا کند.

## خروج از صدا و سیما
اگرچه در اردیبهشت ۱۳۸۷ خبرگزاری‌های داخلی ایران گزارش دادند که افشار آخرین روزهای خود را در صدا و سیما سپری می‌کند، ولی فانیان در دی ماه ۱۳۹۰ گفت که افشار دو سال است به همکاری خود با تلویزیون خاتمه داده‌است.
به گفته رویداد، پس از این احضار شده و برای حضور مجدد قرار گرفته‌است. سه روز بعد سایت‌های خبری شفاف و جهان نیوز این ادعا را شایعه خواندند و با مقایسه غیبت افشار با غیبت مرتضی حیدری از تلویزیون، پیش‌بینی کردند که دروغ بودن این شایعه (غیبت افشار از تلویزیون) به زودی آشکار خواهد شد. ولی دو سال بعد سعید فانیان مدعی شد که افشار «هیچگاه در استخدام صدا و سیما نبوده‌است.» فؤاد بابان گفته‌است که در مورد خروج افشار از صدا و سیما بی‌مهری شده‌است.

## درگذشت
قاسم افشار در ۲۶ اردیبهشت ۱۳۹۷ در سن ۶۶ سالگی در اثر سکته قلبی درگذشت. مراسم خاکسپاری قاسم افشار ۲۷ اردیبهشت ۱۳۹۷ برگزار شد. طبق وصیت، پیکر وی در قطعه ۹۲ بهشت زهرا در جوار دخترش به خاک سپرده شد.